# 일곱 미덕
가톨릭교회 교리서에서 일곱 미덕은 두 가지 미덕의 조합을 의미한다. 고대 그리스 철학에서 네 가지 추덕은 신중, 정의, 절제 (제한이나 규제를 의미), 용기 (또는 용감)이다. 다소의 파울로스의 편지에서 세 가지 신덕은 신앙, 희망, 그리고 자선 (또는 사랑)이다. 이들은 칠미덕으로 교부에 의해 채택되었다.

## 같이 보기
- 무사도
- 에니어그램
- 기사도
- 낙원
- 칠죄종